# Velitel policie
Velitel policie je v podmínkách Krajského ředitelství Policie hlavního města Prahy a podle rozkazu ředitele Krajského ředitelství policie hlavního města Prahy označení těch vybraných policistů pohotovostní motorizované jednotky, kteří jsou speciálně pověřeni a vyškoleni k řízení zásahů u větších událostí. V Praze byl na základě projektu z roku 2014 první tým velitelů policie ustaven v lednu 2019. 
Před zavedením projektu „velitel policie“ velel zásahu u mimořádné události ten policista, který na místo dorazil jako první, bez ohledu na to, k jakému útvaru příslušel a jaké měl zkušenosti. Velitel zásahu má na starosti komunikaci s ostatními složkami integrovaného záchranného systému i s operačním důstojníkem. V září roku 2014 vznikl v rámci pražského ředitelství PČR projekt „velitel policie“, v jehož rámci působili důstojníci pohotovostí motorizované jednotky, kteří tuto funkci „koordinátora“ vykonávali navíc při své práci. Původně byla tato specializace zamýšlena jen pro velké události, jaké se stávají několikrát do roka, myšlenka se však v testovacím osvědčila natolik, že byli policisté, kteří mají dostatek zkušeností a předpokladů, vyčleněni natrvalo i pro běžnější zásahy, tedy kolem tisíce zásahů ročně. V lednu 2019 vznikl první tým „velitelů policie“, který tvořilo 12 profesionálů z pohotovostní motorizované jednotky, s dlouholetou praxí v přímém výkonu služby. Tito policisté prošli sérii speciálních odborných školení a výcviků. Pro výkon velitele zásahu mají na sobě červenou vestu s označením „velitel policie“ a při výkonu této činnosti používají z důvodu rozlišení volací znak Libela 10, Libela 100 nebo Libela 101.
Pro velitele policie byla v říjnu 2020 pořízena dvě speciálně upravená a vybavená vozidla Škoda Kodiaq. Ve výzbroji mají mimo jiné hydraulické zařízení pro otevírání dveří, beranidlo, teleskopický žebřík, přenosné osvětlení, chrániče sluchu, detektor CO, dozimetr, zdravotnickou brašnu, defibrilátor, zastavovací pás, kužely, balistické vesty, helmy i alkoholtester.
Zatím nebyla publikovaná žádná informace o tom, že by podobnou specializaci zavádělo některé z ostatních krajských ředitelství PČR. 
Pokud se zásahu účastní více jednotek integrovaného záchranného systému, pak velitelem zásahu je ze zákona velitel jednotky požární ochrany nebo příslušný pracovník hasičského záchranného sboru s právem přednostního velení. Velitel policie je mu v takovém případě podřízen.